# Старе Михайловське
Старе Миха́йловське (рос. Старое Михайловское) — присілок в Зав'яловському районі Удмуртії, Росія.
Знаходиться на правому березі річки Ягулка, правої притоки Вожойки, а саме на створеному на ній ставку, на північно-східній околиці Іжевська.

## Населення
Населення — 199 осіб (2012; 168 в 2010).
Національний склад станом на 2002 рік:
- росіяни — 56 %
- удмурти — 29 %

## Урбаноніми[3]
- вулиці — 1-а, Березова, Бурштинова, Весняна, Видна, Вишнева, Відрадна, Вільхова, Вільхівська, Гілляста, Горобинова, Дачна, Дорожня, Дружби, Дружна, Дубовцева, Живописна, Заміська, Західна, Зв'язківців, Зелена, Зоряна, Іжевська, Калинова, Каштанова, Квіткова, Кедрова, Кленова, Ключова, Коротка, Лазурна, Лісова, Лучна, Мілехенська, Народна, Нижня, Озерна, Перлинна, Південна, Північна, Підлісна, Польова, Променева, Простора, Радгоспна, Райдужна, Роздольна, Розсвітна, Садова, Світла, Сонячна, Соснова, Ставкова, Тиха, Транспортна, Удмуртська, Уральська, Фестивальна, Фруктова, Центральна, Чистопрудна, Широка, Шкільна, Ялинова.